# Gijang-gun
Gijang-gun (koreanisch 기장군) ist einer der 16 Stadtteile und der einzige gun (Landkreis) innerhalb Busans. Die Einwohnerzahl beträgt 166.679 (Stand: 2019). Es handelt sich dabei um den östlichsten und flächenmäßig größten Bezirk der Stadt. Der Bezirk grenzt an die Bezirke Geumjeong-gu und Haeundae-gu und gilt als der am meisten ländlich geprägte Bezirk Busans.

## Bezirke

Verwaltungseinheiten des Gijang-gun

Gijang-gun besteht aus 3 Eup (größere Teilbezirke) und 2 Myeon (ländlichen Bezirken):
- Gijang-eup
- Jangan-eup
- Jeonggwan-eup
- Cheolma-myeon
- Ilgwang-myeon

## Kultur

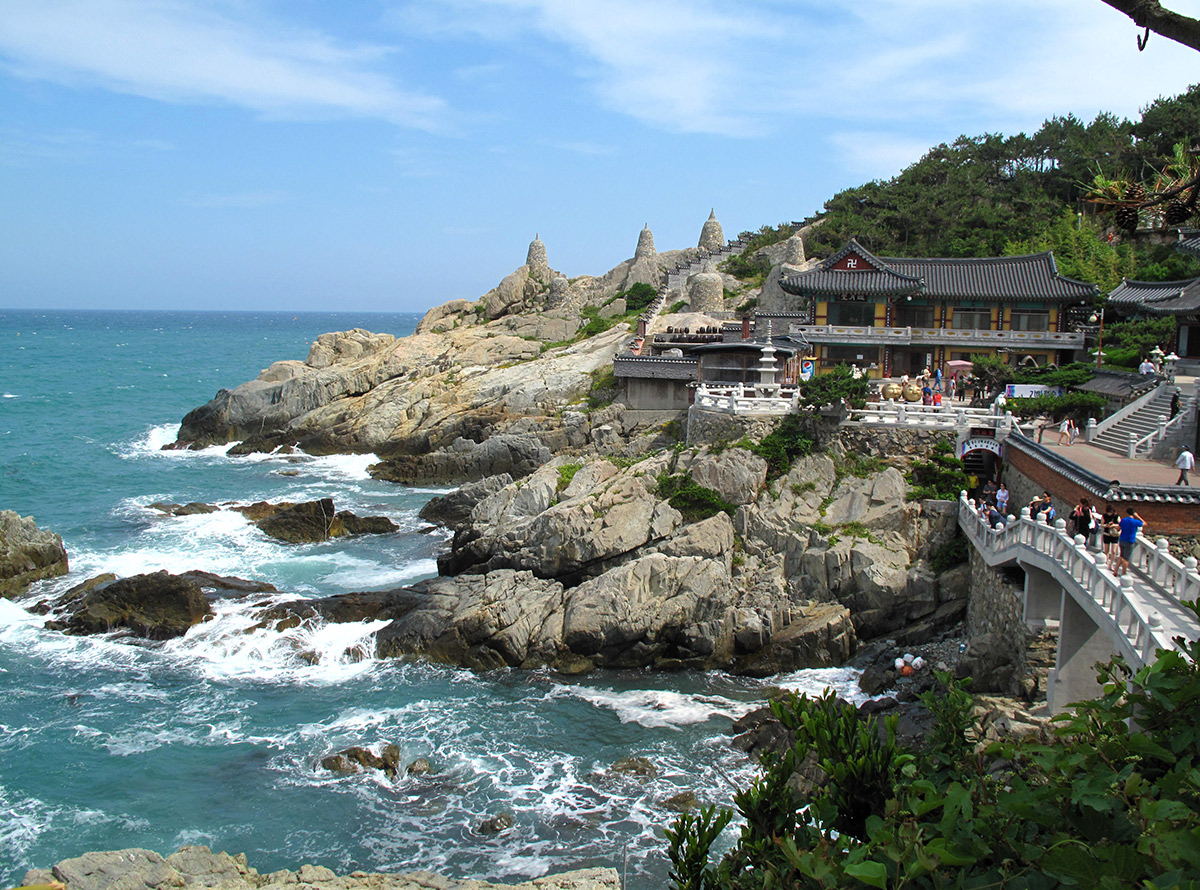
Der Tempel Haedong Yonggungsa liegt direkt an der Küste.

An der Küste des Bezirks Gijang liegt der buddhistische Tempel Haedong Yonggungsa, der ein beliebtes Tourismusziel ist und zu Buddhas Geburtstag feierlich geschmückt wird.

## Besonderheiten
Der Einrichtungskonzern IKEA eröffnete 2020 seinen vierten Shop in Südkorea und den ersten außerhalb Seouls im Gijang-gun.